# Hervé Morvan
Pour les articles homonymes, voir Morvan (homonymie).
 (septembre 2016).
Hervé Morvan, né le 18 mars 1917 à Plougastel-Daoulas (Finistère), et mort le 1er avril 1980 à Paris, est un illustrateur et affichiste français.

## Biographie
Formé à l'École supérieure des arts appliqués Duperré à Paris où il apprend à maîtriser l'art mural, la fresque et le vitrail, Hervé Morvan choisit de se tourner vers l'illustration publicitaire. Sa première affiche est imprimée en 1942.
Auteur de plus de 150 affiches de films, on lui doit aussi des images pour le vin Gévéor, les cigarettes Gitanes, les montres Kelton, des pochettes de disques pour les sélections sonores Bordas (Corneille, Racine, Molière, Homère, Musset), des affiches promotionnelles pour divers chanteurs, à commencer par Léo Ferré, pour qui il réalise en outre la pochette de deux albums : La Chanson du mal-aimé (1957) et Encore du Léo Ferré (1958). 
Il s'est également essayé à l'illustration de livres pour enfants parus aux Éditions P.I.A. en 1953, sur des textes de Jean des Vallières.
Il est l'auteur des versions stylisées de la tête du tirailleurs sénégalais Banania, réalisées dans les années 1950.
Son disciple et assistant Léo Kouper a collaboré à ses réalisations, et est par ailleurs l'auteur d'une carrière personnelle originale.

## Affiche de cinéma
- 1943 : 
  - Le Camion blanc , de Léo Joannon
  - Le Colonel Chabert, de René Le Hénaff
  - L'Homme de Londres, de Henri Decoin
- 1947 : L'Amour autour de la maison, de Pierre de Hérain
- 1948 : L'Aigle à deux têtes, de Jean Cocteau
- 1949 : Fantômas contre Fantômas, de Robert Vernay
- 1950 :
  - Chéri, de Pierre Billon
  - Minne, l'ingénue libertine, de Jacqueline Audry
- 1978 :: Les réformés se portent bien, de Philippe Clair
- 1979 : Ces flics étranges venus d'ailleurs, de Philippe Clair
- 1980 : Rodriguez au pays des merguez, de Philippe Clair